# 龙门塔
龙门塔，位于中国广东省汕头市南澳县深澳镇吴平寨村，现为南澳县文物保护单位，类型为古建筑，公布时间为1981年9月20日。
龙门塔的历史年代为清代。